# Portugese marine
De Portugese marine, officieel Marinha Portuguesa, is het maritieme onderdeel van de Portugese Strijdkrachten. De marine vindt haar oorsprong aan het einde van de 12e eeuw en was in het verleden verantwoordelijk voor de maritieme verdediging van het Portugese koloniale rijk
Op 12 December 2017 werd de 700ste verjaardag van officiële oprichting van de Portugese marine door Koning Dionysius van Portugal gevierd. De oorsprong van de marine kan worden getraceerd naar de 12de eeuw. Dit maakt het de oudste continu bestaande marine ter wereld.

## Schepen
De Portugese marine beschikt over ca. 87 schepen, waaronder 5 fregatten, 2 onderzeeboten en 5 helikopters. De belangrijkste marinebasis bevindt zich nabij Almada.
| Scheepsklasse             | Afbeelding | Type               | Aantal | In dienst vanaf | Schip (boegnummer)                                                                                  | Details |
| ------------------------- | ---------- | ------------------ | ------ | --------------- | --------------------------------------------------------------------------------------------------- | --- |
| Tridenteklasse            |            | Onderzeeboot       | 2      | 2010            | NRP Tridente (S160) NRP Arpão (S161)                                                                | |
| Karel Doormanklasse       |            | Fregat             | 2      | 2007            | NRP Bartolomeu Dias (F333)NRP D. Francisco de Almeida (F334)                                        | In 2006 gekocht van Nederland waar ze in dienst waren bij de Koninklijke Marine als Hr.Ms. Van Nes en Hr.Ms. Van Galen.      |
| Vasco da Gamaklasse       |            | Fregat             | 3      | 1991            | NRP Vasco da Gama (F330) NRP Álvares Cabral (F331) NRP Corte-Real (F332)                            | |
| João Coutinhoklasse       |            | Korvet             | 1      | 1971            | NRP António Enes (F471)                                                                             | |
| Baptista de Andradeklasse |            | Korvet             | 1      | 1975            | NRP João Roby (F487)                                                                                | |
| Viana do Casteloklasse    |            | Patrouillevaartuig | 4      | 2011            | NRP Viana do Castelo (P360) NRP Figueira da Foz (P361) NRP Sines (P362) NRP Setúbal (P363)          | Een nieuwe serie van 6 schepen is gepland om tussen 2026 en 2030 in dient genomen te worden                                  |
| Tejoklasse                |            | Patrouillevaartuig | 4      | 2010            | NRP Tejo (P590) NRP Douro (P591) NRP Mondego (P592) NRP Guadiana (P593)                             | In 2010 gekocht van Denemarken waar ze in dienst waren onder de namen Glenten, Ravnen, Skaden en Viben.                      |
| Cacineklasse              |            | Patrouillevaartuig | 1      | 1971            | NRP Zaire (P1146)                                                                                   | |
| Argosklasse               |            | Patrouillevaartuig | 5      | 1991            | NRP Argos (P1150) NRP Dragão (P1151) NRP Escorpião (P1152) NRP Cassiopeia (P1153) NRP Hidra (P1154) | |
| Centauroklasse            |            | Patrouillevaartuig | 4      | 2000            | NRP Centauro (P1155) NRP Oríon (P1156) NRP Pégaso (P1157) NRP Sagitário (P1158)                     | |
| Rio Minhoklasse           |            | Patrouillevaartuig | 1      | 1991            | NRP Rio Minho (P370)                                                                                | |
| Dom Carlos Iklasse        |            | Onderzoeksschip    | 2      | 1997            | NRP Dom Carlos I (A522) NRP Almirante Gago Coutinho (A523)                                          | In 1997 en 1999 gekocht van de Verenigde Staten waar ze in dienst waren bij de US Navy als USNS Audacious en USNS Assurance. |
| Andrómedaklasse           |            | Onderzoeksschip    | 2      | 1987            | NRP Andrómeda (A5203) NRP Auriga (A5205)                                                            | |
| Sagresklasse              |            | Opleidingsschip    | 1      | 1961            | NPR Sagres                                                                                          | |
| Creoulaklasse             |            | Opleidingsschip    | 1      | 1937            | UAM Creoula                                                                                         | |
| Polarklasse               |            | Opleidingsschip    | 1      | 1977            | NRP Polar                                                                                           | |
| Zarcoklasse               |            | Opleidingsschip    | 1      | 1983            | NRP Zarco                                                                                           | |

## Vliegtuigen
De marineluchtvaartdienst van Portugal (Portugees: Aviação Naval Portuguesa) heeft enkel helikopters in dienst. De laatste vliegtuigen die in dienst waren bij de marine waren Curtiss SB2C Helldiver jagers in 1952. De helikopters kunnen opereren vanaf de fregatten, de Bapista de Andradeklasse kovetten en de Bérrioklasse tanker van de Portugese marine.
| Vliegtuig     | Afbeelding | Type       | Variant           | Aantal |
| ------------- | ---------- | ---------- | ----------------- | ------ |
| Westland Lynx |            | Helikopter | Super Lynx Mk.95A | 5      |